# Otho Cushing

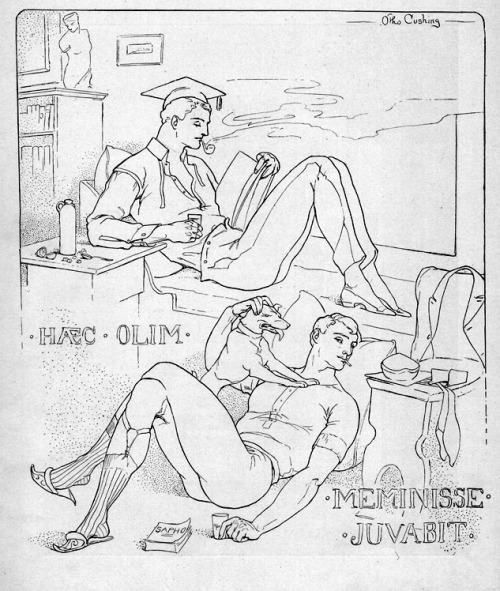
Haec olim meminisse juvabit (Virgile). Yearbook de l'université de Virginie (1899).

Otho Cushing, né le 22 octobre 1871 à Fort McHenry dans le Maryland (États-Unis) et mort le 13 octobre 1942 à New Rochelle (État de New York), est un illustrateur et affichiste américain.

## Biographie
Fils d'un officier, il passe sa jeunesse dans différentes villes où son père est envoyé. Il termine ses études secondaires à la Bulkeley School de New London. Il étudie à la Boston School of Fine Arts, puis en 1891 à l'Académie Julian de Paris, où il a comme professeurs Benjamin-Constant et Laurens. Il revient à Boston en septembre 1893 et devient chargé de cours (instructor) de dessin à l'Institut de technologie du Massachusetts et mène une certaine vie mondaine. Il publie des dessins dans Life's Comedy. Vers 1900, il retourne à Paris où il est directeur artistique de l'édition européenne du Herald Tribune. Il est ensuite engagé à Life aux États-Unis où il présente en 1906 ses premiers dessins empreints de classicisme et d'humour. Certains font même les couvertures du magazine. Il publie aussi en 1907 une série humoristique sur le président Theodore Roosevelt de 31 pages intitulée The Teddyssey (au lieu de l'Odyssée).
Son style est aussi à la limite du maniérisme, souvent dans une ambiance olympienne qu'il détourne pour se moquer des travers de la société de son époque. L'influence de Leyendecker en premier lieu (qui comme lui étudia à l'Académie Julian, puis habita à New Rochelle), et aussi de Beardsley et Leighton est sensible dans son œuvre. Il s'engage en 1917 à l'Army Air Corps, où il atteint le grade de capitaine, et quitte Life. Plusieurs affiches et dessins traitent du thème de l'engagement dans la guerre. Après la guerre, il se retire à New Rochelle avec son frère cadet Nicolas (architecte) pour embrasser une carrière d'aquarelliste qui rencontre un certain succès.

## Illustrations

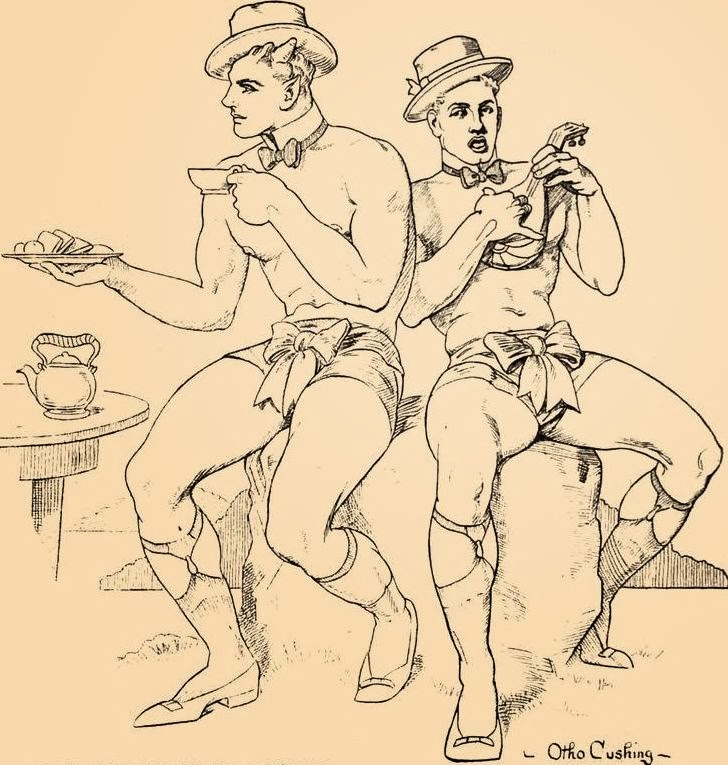
L'Après-midi des faunes
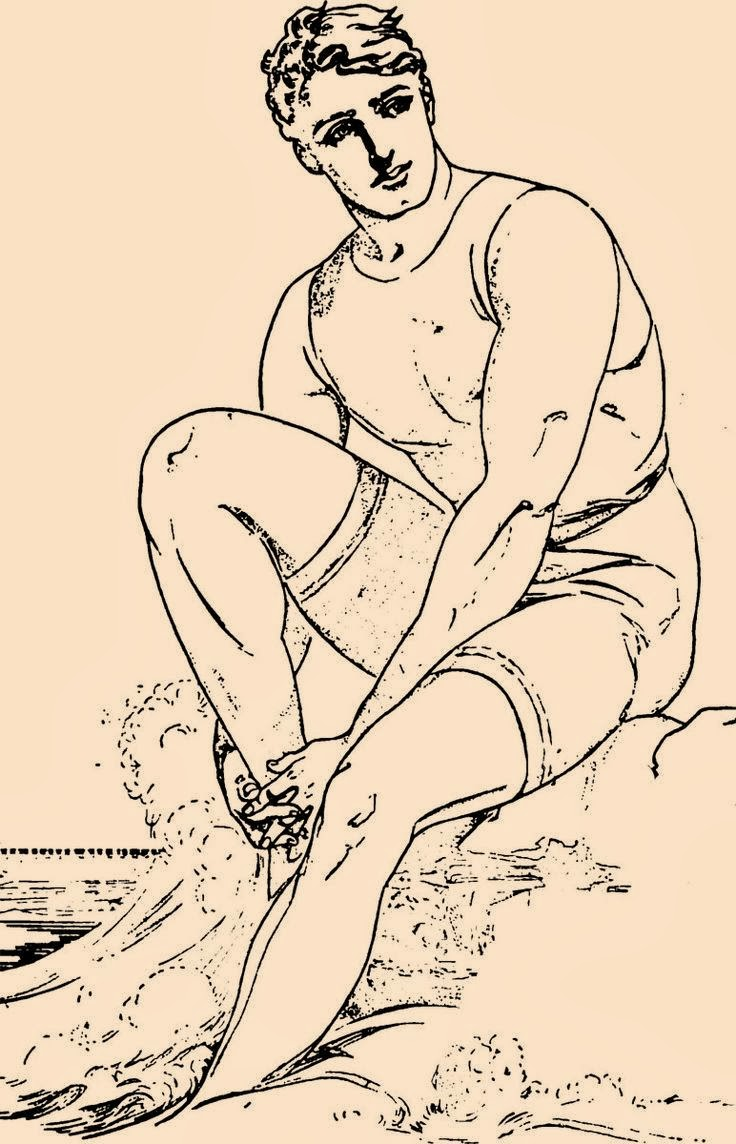
Baigneur
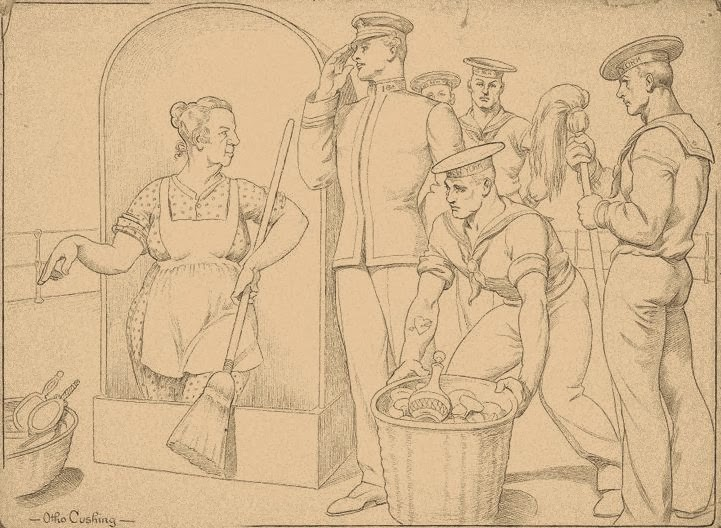
Corvée de marine
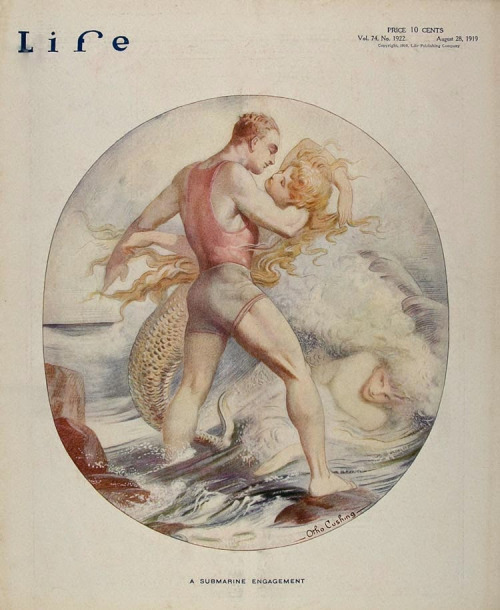
A Submarine Engagement, couverture de Life magazine, 1919
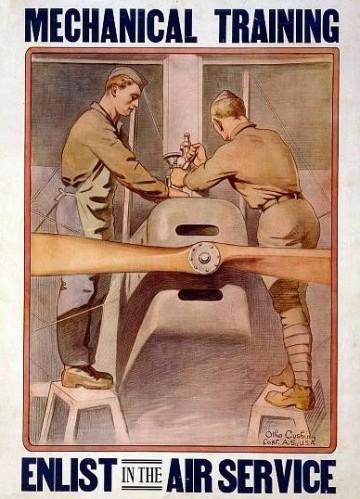
Affiche pour le United States Army Air Service

## Notes et références

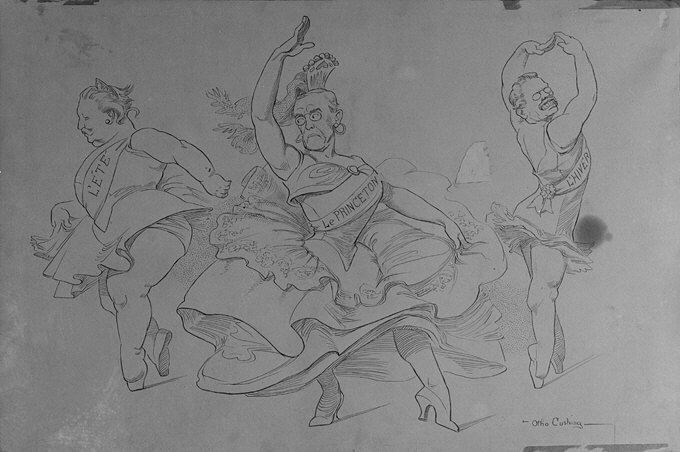
Le Théâtre républicain (1912), caricature. The Metropolitan Museum of Art, New York.